# Maure, Pyrénées-Atlantiques
Maure là một xã thuộc tỉnh Pyrénées-Atlantiques trong vùng Aquitaine miền tây nam nước Pháp.